# Stentenbach
Stentenbach is een deel van de Duitse gemeente Morsbach. Stentenbach bevindt zich in een landelijke en bosrijke omgeving.